# Generalguvernementet Korea
Den här artikeln handlar om den japanska koloniseringen av Korea mellan 1910 och 1945. För de japanska invasionerna av Korea i slutet av 1500-talet, se Japans invasion av Korea. För de historiskt osäkra uppgifterna om en japansk invasion av den koreanska halvön på 200-talet, se bland annat Jingo (Mytologi).
Generalguvernementet Korea var den japanska koloniala myndigheten i Korea, eller Chōsen som landet kallades officiellt. Den japanska penetrationen av Korea inleddes gradvis under slutet av 1800-talet genom en rad diplomatiska överenskommelser och den 22 augusti 1910 slöts ett formellt annekteringsavtal. Avtalet har ogiltigförklarats av både Korea och Japan, för att det tvingades på den koreanska parten under olaga tvång. Ockupationen upphörde i och med Stillahavskrigets slut 1945.

## Befolkning
Efter annekteringen 1910 försökte de japanska myndigheterna understödja japansk invandring till Korea, med ganska magra resultat. 1934 hade Korea en befolkning på 21 miljoner invånare, varav 20,5 miljoner var koreaner, 561 000 japaner och resten utlänningar.

## Förvaltning

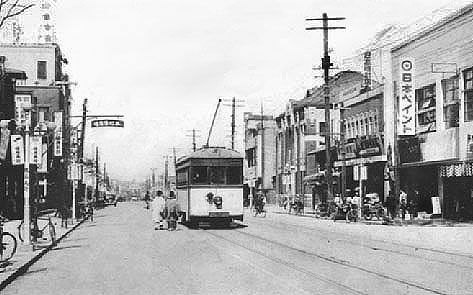
Pyongyang under japanskt styre. Till höger ses en japanskspråkig butiksskylt på vad som verkar vara en färgbutik.

Generalguvernören i Korea utsågs formellt av den japanske kejsaren och kunde därför härska över Korea med en hög grad av självständighet från den civila japanska regeringen i Tokyo. Vid generalguvernörens sida stod ett rådgivande centralråd av dels valda, dels av regeringen utsedda koreaner. Kommunal självstyrelse infördes 1920. I rättskipningen tillämpades utom de japanska lagar, som särskilt införts i Korea, även äldre koreansk rätt. Koreas armé upplöstes efter 1910 och ersattes av japanska garnisonstrupper.

## Ekonomi
Under det inledande skedet av det japanska styret var Korea ett politiskt och ekonomiskt bakvatten, där de koloniala japanska myndigheterna slöt allianser med de gamla eliterna för att befästa Japans inflytande. Man genomförde bland annat en omfattande jordregister som gynnade de besuttna klasserna i Korea.
Flera nya järnvägar anlades, bl. a. en från Keijō till Gensan på östra kusten och en fortsättning av linjen Keijō-Gishū
till Andong i Manchuriet.
Korea hade egen budget, egen tullförvaltning och egen statsbank (Chōsen ginko) med sedelutgivning enligt japansk myntfot. 
Efter upprättandet av den japanska lydstaten Manchukuo 1931 blev Korea plötsligt en central del av det japanska imperiet och de koloniala myndigheterna gjorde stora satsningar på att bygga upp industrier i Korea som kunde bearbeta naturtillgångarna i Manchuriet. Detta ledde till att städer i den norra delen av landet, som Gensan och Kankō, industrialiserades. Den utveckling förstärktes ytterligare efter det att det andra kinesisk-japanska kriget brutit ut 1937.

## Historia
År 1876 skrev Japan och Korea, som då var en lydstat under Qingimperiet, under den så kallade Ganghwapakten, som öppnade upp Korea för japansk handel. Avtalet undertecknades efter militära påtryckningar, och gav Japan långtgående rättigheter i Korea. Efter det första kinesisk-japanska kriget 1894 tecknade Kina och Japan Shimonosekifördraget som bland annat innefattade ett självständigt Korea. Japan fortsatte dock befästa sin ställning på halvön och 1895 mördade japanska agenter den koreanska kejsarinnan Min Myongsong. I oktober 1897 utropade kejsar Gojong en ny enhet från Gyeongungungpalatset och översåg moderniseringen av militären, ekonomin och industrin. Japan skrämdes av framfarten och moderniseringen, och beslutade sig för att påskynda sina annekteringsplaner. 
I den fred som avslutade rysk-japanska kriget (5 september 1905), erkände Ryssland Japans övervägande intressen i Korea och förband sig att inte blanda sig i eller söka förhindra det som Japan kunde företa sig i Korea, en försäkran som även England avgav genom överenskommelsen med Japan 12 augusti samma år. Härpå slöt detta land ett fördrag med Korea 17 november samma år, varigenom bestämdes att Koreas utrikespolitik skulle skötas av Japan och att en japansk generalresident skulle bo i Söul. Den förste residenten blev markis Ito Hirobumi. 31 juli 1907 ingicks en ny överenskommelse, enligt vilken alla koreanska regeringsåtgärder och utnämningar skulle godkännas av den japanske generalresidenten samt att japaner kunna inneha alla offentliga ämbeten i Korea. En följd härav blev att japaner inträdde som viceministrar i departementen. 1907 sände den koreanske kejsaren Gojong i hemlighet en emissarie till den andra fredskonferensen i Haag för att protestera mot det japanska protektoratet, men tvingades kort därefter abdikera till förmån för sin son.
Genom en konvention 12
juli 1909 lämnade Korea till Japan även rättsväsendet och fängelseväsendet i landet. Även polisväsendet såväl i Seoul som i provinserna ställdes under japansk ledning, och polistjänstemännen var till stor del japaner. Ministären bestod av en premiärminister och 6 fackministrar, av vilka senare var och hade vid sin sida en japansk viceminister, varförutom utrikespolitiken sköttes av en japansk generaldirektör. 
Efter det att den japanske ståthållaren i Seoul, Ito Hirobumi, mördats av en koreansk nationalist vid järnvägsstationen i Harbin intensifierades den japanska politiken att införliva Korea med Japan. 1910 införlivades Korea i det storjapanska riket när Koreas premiärminister Lee Wan-Yong och Japans representant i Korea Terauchi Masatake undertecknade annekteringsavtalet. Efter den formella annekteringen av Korea 1910 ersattes den tidigare japanske ståthållaren med en generalguvernör.
Den japanske generalguvernören gick hårt fram mot alla nationella aspirationer under 1910-talet, men den 1 mars 1919 utbröt en nationalistisk proteströrelse som krävde självständighet och vädjade om stöd till fredskonferensen i Versailles. Rörelsen slogs ned med stor brutalitet, men därefter inledde de japanska myndigheterna en mer tolerant politik som syftade att införliva den koreanska nationalismen till stöd för det japanska imperiet. Samtidigt grundande koreanska nationalister som Syngman Rhee Republiken Koreas provisoriska regering i kinesisk exil som gjorde anspråk på att företräda Koreas enda lagliga regering.

## Lista över generalguvernörer
Efter den formella annekteringen av Korea 1910 ersattes den tidigare japanske ståthållaren med en generalguvernör.
1. Fältmarskalk greve Terauchi Masatake 寺内 正毅 (1910–1916)
2. Fältmarskalk greve Hasegawa Yoshimichi 長谷川好道 (1916–1919)
3. Amiral Viscount Saitō Makoto 斎藤 実 (1919–1927)
4. General Ugaki Kazushige 宇垣 一成 (1927)
5. General Yamanashi Hanzō 山梨半造,  (1927–1929)
6. Viscount Saitō Makoto 斎藤 実 (second time 1929–1931)
7. General Ugaki Kazushige 宇垣 一成 (second time 1931–1936)
8. General Minami Jirō 南次郎 (1936–1942)
9. General (pensionerad) Koiso Kuniaki 小磯 國昭 (1942–1944)
10. General (pensionerad) Abe Nobuyuki 阿部信行 (1944–1945)

## Benämningar
Koreanerna beskriver oftast perioden som "Japanska kejsarperioden" (Hangeul: 일제시대, Ilje sidae, Hanja: 日帝時代) eller "Kejsardömet Japans koloniala administrationsperiod" (Hangeul: 일제식민통치시대, Ilje sikmin tongchi sidae, Hanja: 日帝植民統治時代). Andra termer är "Japans påtvingade ockupation" (Hangeul: 일제강점기; Ilje gangjeomgi, Hanja: 日帝强占期) eller "Wae (japanska) administration" (Hangeul: 왜정, Wae jeong, Hanja: 倭政). I Japan talar man om "Chōsen (Joseon) eller Japansk-styrda perioden" (日本統治時代の朝鮮 Nippon Tōchi-jidai no Chōsen?).